# Elisabeth Schüssler Fiorenza
Elisabeth Schüssler Fiorenza (Cenad, 7 aprile 1938) è una teologa statunitense, femminista cattolica.

## Biografia
Insegnante alla Harvard Divinity School, le sue ricerche vertono sui problemi dell'epistemologia biblica, della teologia, dell'ermeneutica e della politica religiosa, con particolare riguardo al ruolo delle donne.
Cofondatrice del Journal of Feminist Studies in Religion e coeditrice della rivista Concilium, fu la prima donna a essere eletta presidente della Society of Biblical Literature; dal 2001 è membro della American Academy of Arts and Sciences. Il marito, anch'egli insegnante della Harvard Divinity School, è il teologo cattolico Francis Schüssler Fiorenza.

## In memoria di lei(In Memory of Her)
In Memory of Her. A Feminist Theological Reconstruction of Christian Origins è il suo libro di maggior successo: in esso, la Schüssler Fiorenza ha inteso recuperare i contributi apportati dalle donne nelle comunità cristiane primitive e indagare il fenomeno dell'emarginazione alla quale furono rapidamente soggette. Le comunità cristiane avevano appreso e condiviso il messaggio evangelico che annunciava la liberazione, in vista del regno di Dio, dall'oppressione delle strutture sociali dell'antichità, essendo stata promessa l'eguaglianza fra tutti gli esseri umani, compresi in particolare i poveri, le donne, gli schiavi. In realtà la società continuò a essere strutturata secondo la vecchia gerarchia, che vedeva ai vertici gli uomini liberi, poi le donne libere, infine gli schiavi. Furono i Padri della Chiesa a giustificare filosoficamente e teologicamente tale persistente diseguaglianza, rifacendosi alle teoria, sviluppata da Aristotele nella Politica, della disuguaglianza naturale esistente tra gli uomini maschi, le donne e gli schiavi.
In realtà, secondo la Fiorenza, tanto Aristotele quanto i Padri della Chiesa sapevano che tale disuguaglianza si era affermata storicamente, ma essi, per una precisa volontà politica, vollero riaffermare l'origine naturale e pertanto insuperabile della subordinazione della donna all'uomo. Fino al I secolo il cristianesimo sviluppato nelle comunità primitive - considerate luogo della presenza dello Spirito Santo - aveva avuto un carattere profetico e gnostico, ove l'autorità carismatica, essendo considerata un libero dono dello Spirito, non poteva conoscere distinzione di sesso. Non a caso, la comunità era organizzata secondo il principio della « eguaglianza amministrativa realizzata alternando l'autorità e scambiando l'autorità e la funzione direttiva tra i membri del gruppo, ognuno dei quali, in linea di principio, ha eguale accesso all'autorità, alla funzione direttiva e al potere ». La differenza di prestigio tra i membri della comunità non derivava dal sesso o dal patrimonio personale, ma dal riconoscimento del dono profetico posseduto e dall'esistenza cristianamente vissuta, e molte donne si distinsero nelle prime comunità per il loro carisma.
Le cose cominciarono a cambiare nel II secolo: le donne ricche, che pure avevano sovvenzionato e continuavano ad assistere economicamente le comunità, e che, a loro tempo, avevano ottenuto il controllo dell'amministrazione comunitaria, perdettero il diritto di gestire i loro stessi fondi. Era avvenuto « un passaggio da un'autorità locale, fondata sui doni spirituali e sulle risorse economiche, a una dominazione patriarcale dei ministri locali delle associazioni cristiane ». Nel II secolo le comunità si organizzarono secondo il modello patriarcale vigente nella società, in ossequio all'integrazione sociale in corso: in esse fu riconosciuto un capo a cui tutti dovevano obbedienza, il vescovo, unico ed eleggibile tra i soli capofamiglia, che amministrava i fondi comunitari e dettava la dottrina. Egli fu considerato il rappresentante e il portavoce di Dio all'interno della comunità.
Si attuava così il « passaggio da un'autorità carismatica sovralocale, con la sua compenetrazione dell'elemento apostolico e di quello profetico, a una concezione dell'autorità che è affidata ai ministri locali, specialmente all'episcopato monarchico ». Alle donne fu negata la possibilità di essere elette all'episcopato, in base alla teoria secondo la quale il comando, esercitato da una donna su un gruppo che comprende anche uomini, è innaturale. Sempre nel II secolo, i vescovi rivendicarono a sé anche il dono della profezia « per rafforzare l'autorità dell'episcopo locale; poi si pensò, in determinati casi, che l'episcopo possedesse il dono di profezia e infine l'autorità dell'episcopo giunse a sostituire quella del profeta. Nei secoli successivi solo la gerarchia ufficiale poteva sostenere di parlare "con la voce stessa di Dio" ».

## Opere
- In Memory of Her: A Feminist Theological Reconstruction of Christian Origins (1984)
- Revelation: Vision of a Just World (1991)
- But She Said: Feminist Practices of Biblical Interpretation (1993)
- Discipleship of Equals (1993)
- Jesus: Miriam's Child, Sophia's Prophet (1994)
- Bread Not Stone: The Challenge of Feminist Biblical Interpretation (1995)
- The Power of Naming (1996)
- Sharing Her Word: Feminist Biblical Interpretation in Context (1999)
- Rhetoric and Ethic: The Politics of Biblical Studies (1999)
- Jesus and the Politics of Interpretation (2000)
- Wisdom Ways: Introducing Feminist Biblical Interpretation (2001)

### Traduzioni italiane
- In memoria di lei. Una ricostruzione femminista delle origini cristiane, Torino, Claudiana. 1990 ISBN 88-7016-115-3
- Apocalisse. Visione di un mondo giusto, Brescia, Queriniana, 1994 ISBN 88-399-2016-1
- Gesù figlio di Miriam, profeta della sofia. Questioni critiche di cristologia femminista, Torino, Claudiana, 1996 ISBN 88-7016-247-8